# غنوش
غنوش (به عربی: غنوش) یک منطقهٔ مسکونی در تونس است که در استان قابس واقع شده‌است. غنوش ۲۸٬۰۵۱ نفر جمعیت دارد.